# Nguyễn Thị Kim Ngân
Nguyễn Thị Kim Ngân (província de Bến Tre, Vietnam, 12 d'abril de 1954) és una líder comunista vietnamita elegida president de l'Assemblea Nacional. Fou ministre de treball, viceministre d'hisenda, el líder de la província de Hải Dương.